# Großer Preis der USA West 1977
Der Große Preis der USA West 1977 (offiziell Long Beach Grand Prix) fand am 3. April auf dem Long Beach Grand Prix Circuit in Long Beach statt und war das vierte Rennen der Automobil-Weltmeisterschaft 1977.

## Berichte

### Hintergrund
Zwei Wochen nach dem tödlichen Unfall von Tom Pryce beim Großen Preis von Südafrika fand das nicht zur Weltmeisterschaft zählende Race of Champions in Brands Hatch statt, welches James Hunt siegreich beendete. Am selben Wochenende kam Carlos Pace bei einem Flugzeugabsturz nahe seiner Heimatstadt São Paulo ums Leben. Somit verlor die Formel 1 innerhalb kurzer Zeit zwei Stammfahrer.
Noch vor dem nächsten WM-Lauf, der zwei Wochen später in Long Beach stattfand, wurden beide Stammplätze dauerhaft neu vergeben. Pryce wurde bei Shadow durch Alan Jones ersetzt. Brabham-Teamchef Bernie Ecclestone engagierte Hans-Joachim Stuck als Nachfolger von Pace. Die Lücke, die Stuck bei March hinterließ, wurde daraufhin kurzzeitig mit Brian Henton besetzt.
Das deutsche ATS Racing Team, welches einen Penske PC4 erworben hatte, debütierte an diesem Wochenende in der Formel 1. Da der ursprünglich eingeplante Stuck aufgrund des für ihn aussichtsreicheren Angebotes von Ecclestone abgesagt hatte, wurde kurzfristig Jean-Pierre Jarier als Fahrer engagiert.
John Watson bestritt seinen 50. Grand Prix.

### Training
Ferrari-Pilot Niki Lauda sicherte sich seine erste Pole-Position des Jahres knapp vor Mario Andretti im stetig verbesserten Lotus 78. In der zweiten Reihe folgten Jody Scheckter und Carlos Reutemann. Jacques Laffite und John Watson qualifizierten sich für die dritte Startreihe vor Emerson Fittipaldi und Hunt.

### Rennen
Scheckter gelang der beste Start, wodurch er vor Lauda und Andretti in Führung ging. In der engen ersten Kurve kollidierten mehrere Fahrzeuge. Unter anderem kollidierte Hunts Wagen mit Watsons Wagen und verlor aufgrund einer Berührung der Räder beider Fahrzeuge kurz den Bodenkontakt. Allerdings war Vittorio Brambilla der einzige Pilot, der aufgrund zu starker Beschädigungen das Rennen sofort aufgeben musste.
Aufgrund der Kollisionen, die sich allesamt hinter Andretti abgespielt hatten, konnten sich die drei Erstplatzierten während der ersten Runde einen Vorsprung gegenüber dem Rest des Feldes herausfahren. Mit deutlichem Abstand folgte ihnen Laffite vor Watson, Fittipaldi, Jones und Patrick Depailler. Reutemann, Hunt und Jochen Mass suchten am Ende der ersten Runde ihre Boxen auf, um Reparaturen durchführen zu lassen.
In der Spitzengruppe kam es bis kurz vor dem Ende des Rennens zu keinerlei Positionswechseln. Erst in der 77. Runde fiel Scheckter aufgrund von Reifenproblemen hinter Andretti und Lauda auf den dritten Rang zurück. Andretti gelangte somit zu einem Heimsieg.
Da Laffite zwei Runden vor Schluss aufgrund eines technischen Defektes ausfiel, ging der vierte Platz an Depailler. Fittipaldi sicherte sich als Fünfter zwei Punkte und Jarier bescherte dem ATS-Team als Sechster ein erfolgreiches Debüt.

## Meldeliste
| Team                            | Nr. | Fahrer             | Chassis         | Motor                     | Reifen |
| ------------------------------- | --- | ------------------ | --------------- | ------------------------- | ------ |
| Marlboro Team McLaren           | 01  | James Hunt         | McLaren M23     | Ford Cosworth DFV 3.0 V8  | G      |
| Marlboro Team McLaren           | 02  | Jochen Mass        | McLaren M23     | Ford Cosworth DFV 3.0 V8  | G      |
| Elf Team Tyrrell                | 03  | Ronnie Peterson    | Tyrrell P34     | Ford Cosworth DFV 3.0 V8  | G      |
| Elf Team Tyrrell                | 04  | Patrick Depailler  | Tyrrell P34     | Ford Cosworth DFV 3.0 V8  | G      |
| John Player Team Lotus          | 05  | Mario Andretti     | Lotus 78        | Ford Cosworth DFV 3.0 V8  | G      |
| John Player Team Lotus          | 06  | Gunnar Nilsson     | Lotus 78        | Ford Cosworth DFV 3.0 V8  | G      |
| Martini Racing                  | 07  | John Watson        | Brabham BT45B   | Alfa Romeo 115-12 3.0 F12 | G      |
| Martini Racing                  | 08  | Hans-Joachim Stuck | Brabham BT45B   | Alfa Romeo 115-12 3.0 F12 | G      |
| Hollywood March Racing          | 09  | Alex Ribeiro       | March 761B      | Ford Cosworth DFV 3.0 V8  | G      |
| Team Rothmans International     | 10  | Brian Henton       | March 761B      | Ford Cosworth DFV 3.0 V8  | G      |
| Scuderia Ferrari SpA SEFAC      | 11  | Niki Lauda         | Ferrari 312T2   | Ferrari 015 3.0 F12       | G      |
| Scuderia Ferrari SpA SEFAC      | 12  | Carlos Reutemann   | Ferrari 312T2   | Ferrari 015 3.0 F12       | G      |
| Shadow Racing Team              | 16  | Renzo Zorzi        | Shadow DN8      | Ford Cosworth DFV 3.0 V8  | G      |
| Shadow Racing Team              | 17  | Alan Jones         | Shadow DN8      | Ford Cosworth DFV 3.0 V8  | G      |
| Durex Team Surtees              | 18  | Hans Binder        | Surtees TS19    | Ford Cosworth DFV 3.0 V8  | G      |
| Beta Team Surtees               | 19  | Vittorio Brambilla | Surtees TS19    | Ford Cosworth DFV 3.0 V8  | G      |
| Walter Wolf Racing              | 20  | Jody Scheckter     | Wolf WR1        | Ford Cosworth DFV 3.0 V8  | G      |
| Team Tissot Ensign with Castrol | 22  | Clay Regazzoni     | Ensign N177     | Ford Cosworth DFV 3.0 V8  | G      |
| Ligier Gitanes                  | 26  | Jacques Laffite    | Ligier JS7      | Matra MS76 3.0 V12        | G      |
| Copersucar-Fittipaldi           | 28  | Emerson Fittipaldi | Copersucar FD04 | Ford Cosworth DFV 3.0 V8  | G      |
| Chesterfield Racing             | 30  | Brett Lunger       | March 761       | Ford Cosworth DFV 3.0 V8  | G      |
| ATS Racing Team                 | 34  | Jean-Pierre Jarier | Penske PC4      | Ford Cosworth DFV 3.0 V8  | G      |

## Klassifikationen

### Startaufstellung
| Pos. | Fahrer             | Konstrukteur       | Zeit     | Ø-Geschwindigkeit | Start |
| ---- | ------------------ | ------------------ | -------- | ----------------- | ----- |
| 01   | Niki Lauda         | Ferrari            | 1:21,630 | 143,374 km/h      | 01    |
| 02   | Mario Andretti     | Lotus-Ford         | 1:21,868 | 142,957 km/h      | 02    |
| 03   | Jody Scheckter     | Wolf-Ford          | 1:21,887 | 142,924 km/h      | 03    |
| 04   | Carlos Reutemann   | Ferrari            | 1:22,260 | 142,276 km/h      | 04    |
| 05   | Jacques Laffite    | Ligier-Matra       | 1:22,296 | 142,213 km/h      | 05    |
| 06   | John Watson        | Brabham-Alfa Romeo | 1:22,372 | 142,082 km/h      | 06    |
| 07   | Emerson Fittipaldi | Copersucar-Ford    | 1:22,382 | 142,065 km/h      | 07    |
| 08   | James Hunt         | McLaren-Ford       | 1:22,529 | 141,812 km/h      | 08    |
| 09   | Jean-Pierre Jarier | Penske-Ford        | 1:22,611 | 141,671 km/h      | 09    |
| 10   | Ronnie Peterson    | Tyrrell-Ford       | 1:22,655 | 141,596 km/h      | 10    |
| 11   | Vittorio Brambilla | Surtees-Ford       | 1:22,659 | 141,589 km/h      | 11    |
| 12   | Patrick Depailler  | Tyrrell-Ford       | 1:22,675 | 141,562 km/h      | 12    |
| 13   | Clay Regazzoni     | Ensign-Ford        | 1:22,762 | 141,413 km/h      | 13    |
| 14   | Alan Jones         | Shadow-Ford        | 1:23,056 | 140,912 km/h      | 14    |
| 15   | Jochen Mass        | McLaren-Ford       | 1:23,231 | 140,616 km/h      | 15    |
| 16   | Gunnar Nilsson     | Lotus-Ford         | 1:23,384 | 140,358 km/h      | 16    |
| 17   | Hans-Joachim Stuck | Brabham-Alfa Romeo | 1:23,811 | 139,643 km/h      | 17    |
| 18   | Brian Henton       | March-Ford         | 1:24,036 | 139,269 km/h      | 18    |
| 19   | Hans Binder        | Surtees-Ford       | 1:24,173 | 139,042 km/h      | 19    |
| 20   | Renzo Zorzi        | Shadow-Ford        | 1:24,357 | 138,739 km/h      | 20    |
| 21   | Brett Lunger       | March-Ford         | 1:24,979 | 137,723 km/h      | 21    |
| 22   | Alex Ribeiro       | March-Ford         | 1:25,080 | 137,560 km/h      | 22    |

### Rennen
| Pos. | Fahrer             | Konstrukteur       | Runden | Stopps | Zeit        | Start | Schnellste Runde |
| ---- | ------------------ | ------------------ | ------ | ------ | ----------- | ----- | ---------------- |
| 01   | Mario Andretti     | Lotus-Ford         | 80     | 0      | 1:51:35,470 | 02    | 1:22,916         |
| 02   | Niki Lauda         | Ferrari            | 80     | 0      | + 0,773     | 01    | 1:22,753 (62.)   |
| 03   | Jody Scheckter     | Wolf-Ford          | 80     | 0      | + 4,857     | 03    | 1:22,855         |
| 04   | Patrick Depailler  | Tyrrell-Ford       | 80     | 0      | + 1:14,487  | 12    | 1:23,523         |
| 05   | Emerson Fittipaldi | Copersucar-Ford    | 80     | 0      | + 1:20,908  | 07    | 1:23,664         |
| 06   | Jean-Pierre Jarier | Penske-Ford        | 79     | 0      | + 1 Runde   | 09    | 1:23,526         |
| 07   | James Hunt         | McLaren-Ford       | 79     | 0      | + 1 Runde   | 08    | 1:22,928         |
| 08   | Gunnar Nilsson     | Lotus-Ford         | 79     | 0      | + 1 Runde   | 16    | 1:23,990         |
| 09   | Jacques Laffite    | Ligier-Matra       | 78     | 1      | DNF         | 05    | 1:23,131         |
| 10   | Brian Henton       | March-Ford         | 77     | 0      | + 3 Runden  | 18    | 1:25,233         |
| 11   | Hans Binder        | Surtees-Ford       | 77     | 1      | + 3 Runden  | 19    | 1:25,069         |
| –    | Ronnie Peterson    | Tyrrell-Ford       | 62     | 1      | DNF         | 10    | 1:24,007         |
| –    | Clay Regazzoni     | Ensign-Ford        | 57     | 1      | DNF         | 13    | 1:24,389         |
| –    | Hans-Joachim Stuck | Brabham-Alfa Romeo | 53     | 1      | DNF         | 17    | 1:24,705         |
| –    | Alan Jones         | Shadow-Ford        | 40     | 0      | DNF         | 14    | 1:23,730         |
| –    | Jochen Mass        | McLaren-Ford       | 39     | 1      | DNF         | 15    | 1:23,701         |
| –    | Renzo Zorzi        | Shadow-Ford        | 27     | 0      | DNF         | 20    | 1:25,475         |
| –    | Alex Ribeiro       | March-Ford         | 15     | 0      | DNF         | 22    | 1:25,935         |
| –    | Carlos Reutemann   | Ferrari            | 5      | 1      | DNF         | 04    | 1:24,417         |
| –    | Brett Lunger       | March-Ford         | 4      | 0      | DNF         | 21    | 1:27,150         |
| –    | Vittorio Brambilla | Surtees-Ford       | 0      | 0      | DNF         | 11    | –                |
| DSQ  | John Watson        | Brabham-Alfa Romeo | 33     | 1      | –           | 06    | 1:23,806         |

## WM-Stände nach dem Rennen
Die ersten sechs des Rennens bekamen 9, 6, 4, 3, 2 bzw. 1 Punkt(e). Es zählten nur die besten acht Ergebnisse aus den ersten neun Rennen und die besten sieben Ergebnisse aus den letzten acht Rennen. In der Konstrukteurswertung zählte nur das Ergebnis des bestplatzierten Fahrers eines Teams.

### Fahrerwertung
| Pos. | Fahrer             | Konstrukteur       | Punkte |
| ---- | ------------------ | ------------------ | ------ |
| 01   | Jody Scheckter     | Wolf-Ford          | 19     |
| 02   | Niki Lauda         | Ferrari            | 19     |
| 03   | Carlos Reutemann   | Ferrari            | 13     |
| 04   | Mario Andretti     | Lotus-Ford         | 11     |
| 05   | James Hunt         | McLaren-Ford       | 9      |
| 06   | Emerson Fittipaldi | Copersucar-Ford    | 8      |
| 07   | Patrick Depailler  | Tyrrell-Ford       | 7      |
| 08   | Carlos Pace †      | Brabham-Alfa Romeo | 6      |
| 09   | Gunnar Nilsson     | Lotus-Ford         | 2      |
| 10   | Jochen Mass        | McLaren-Ford       | 2      |
| 11   | Clay Regazzoni     | Ensign-Ford        | 1      |
| 12   | Renzo Zorzi        | Shadow-Ford        | 1      |
| 13   | John Watson        | Brabham-Alfa Romeo | 1      |
| 14   | Jean-Pierre Jarier | Penske-Ford        | 1      |

| Pos. | Fahrer             | Konstrukteur                    | Punkte |
| ---- | ------------------ | ------------------------------- | ------ |
| 15   | Vittorio Brambilla | Surtees-Ford                    | 0      |
| 16   | Ingo Hoffmann      | Copersucar-Ford                 | 0      |
| 17   | Jacques Laffite    | Ligier-Matra                    | 0      |
| 18   | Brian Henton       | March-Ford                      | 0      |
| 19   | Hans Binder        | Surtees-Ford                    | 0      |
| 20   | Brett Lunger       | March-Ford                      | 0      |
| 21   | Larry Perkins      | B.R.M.                          | 0      |
| –    | Ian Scheckter      | March-Ford                      | 0      |
| –    | Tom Pryce †        | Shadow-Ford                     | 0      |
| –    | Alex Ribeiro       | March-Ford                      | 0      |
| –    | Ronnie Peterson    | Tyrrell-Ford                    | 0      |
| –    | Hans-Joachim Stuck | March-Ford / Brabham-Alfa Romeo | 0      |
| –    | Boy Hayje          | March-Ford                      | 0      |
| –    | Alan Jones         | Shadow-Ford                     | 0      |

### Konstrukteurswertung
| Pos. | Konstrukteur       | Punkte |
| ---- | ------------------ | ------ |
| 01   | Ferrari            | 28     |
| 02   | Wolf-Ford          | 19     |
| 03   | Lotus-Ford         | 13     |
| 04   | McLaren-Ford       | 9      |
| 05   | Copersucar-Ford    | 8      |
| 06   | Brabham-Alfa Romeo | 7      |
| 07   | Tyrrell-Ford       | 7      |

| Pos. | Konstrukteur | Punkte |
| ---- | ------------ | ------ |
| 08   | Ensign-Ford  | 1      |
| 09   | Shadow-Ford  | 1      |
| 10   | Penske-Ford  | 1      |
| 11   | Surtees-Ford | 0      |
| 12   | March-Ford   | 0      |
| 13   | Ligier-Matra | 0      |
| –    | B.R.M.       | 0      |